# Оранжевый цвет
Ора́нжевый — цвет, промежуточный в спектре электромагнитного излучения оптического диапазона между красным и жёлтым.
Электромагнитное излучение, вызывающее ощущение оранжевого цвета, имеет длины волн в диапазоне 590—630 нм. Оранжевому соответствует оттенок 20 в цветовой системе MS Windows (hex-код FF8000). В RGB системе оранжевый — цвет третьего порядка (между красным и жёлтым), его можно охарактеризовать как жёлто-красный.

## Эталоны оранжевого цвета
Название цвета позаимствовано от старофранцузского слова orange — апельсин, сокращение от старого названия фрукта по-французски pomme d'orange, в свою очередь образованного от итальянского arancia. Несмотря на популярность цвета, его название вошло в европейские языки лишь недавно: первое зафиксированное упоминание в английских источниках относится к 1502 году, в описании одежды, купленной для принцессы Маргарет Тюдор.

## Названия оранжевых оттенков

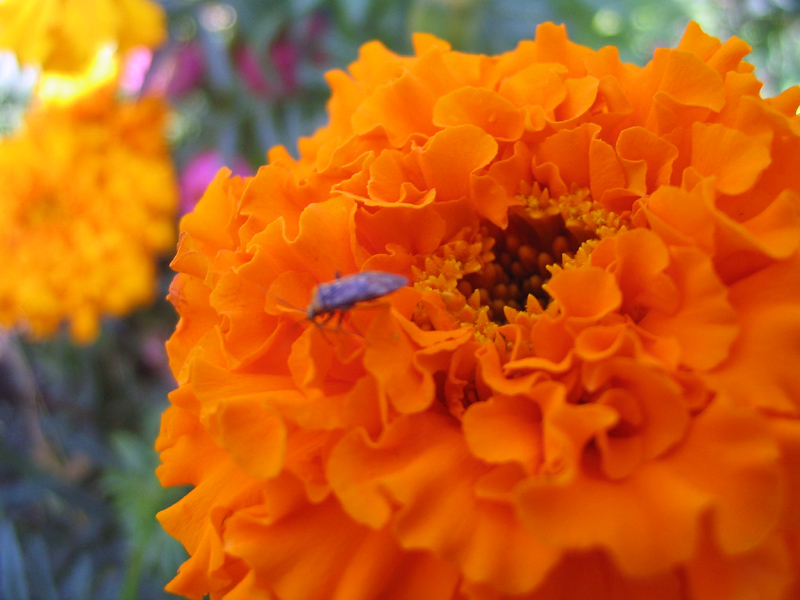
Оранжевые бархатцы

- абрикосовый — оранжевато-бледно-жёлтый, цвет абрикоса
- аврорный — (от имени Авроры — богини утренней зари в римской мифологии) светлый оранжево-розовый или жёлтый с красноватым отливом
- апельсиновый (синоним апельсин)
- вермильон (вермильоновый) — ярко-алый с оранжевым оттенком, от французского название такого цвета vermillion.
- каштановый — рыже-бурый, яркий бурый
- коралловый — розово-оранжевый цвет, цвет кораллов
- коричневый = тёмно-серо-оранжевый
- лисий
- мандариновый
- медовый — цвета мёда, тёплый оттенок между оранжевым и коричневым
- морковный (цвет каротина)
- персиковый — красноватый светло-оранжевый, цвет персика
- померанцевый — оранжево-красный (цвет плода померанца с розовым)
- редрый — рыжий, рыже-бурый (обычно так говорили о рогатом скоте)
- ржавый — тёмный, насыщенный красно-оранжевый, красно-бурый, жёлто-бурыйю
- рудой — рыжий и рыже-бурый, «жарко-красный»[13]
- рыжий
- танго — оранжевый с коричневым оттенком
- тыквенный — светлый, яркий оттенок, цвет тыквы.
- янтарный (нечётко определённая группа оттенков = от жёлтого до коричневого), чаще всего тёмный, насыщенный оранжево-жёлтый, цвет природного янтаря

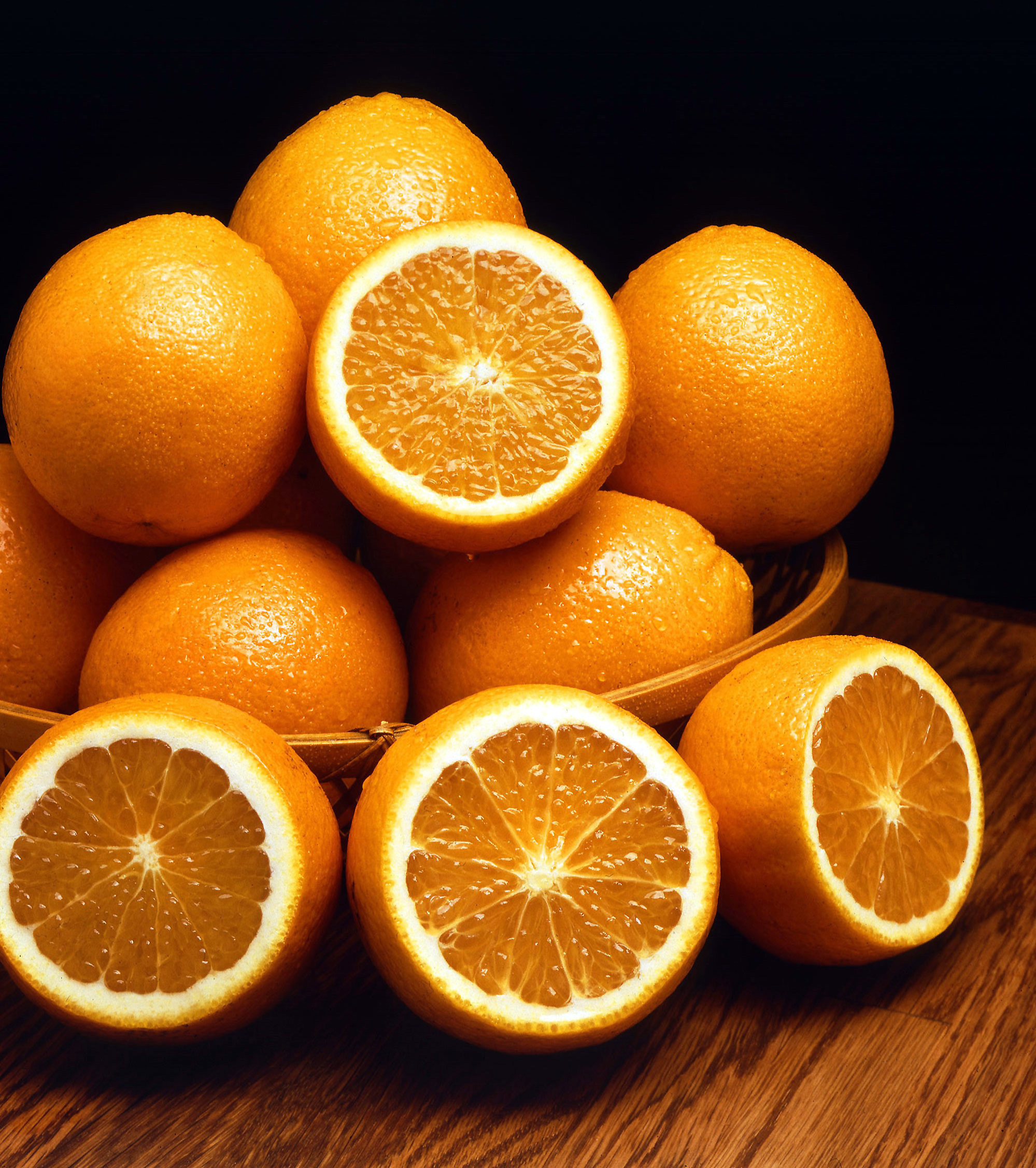
Апельсин
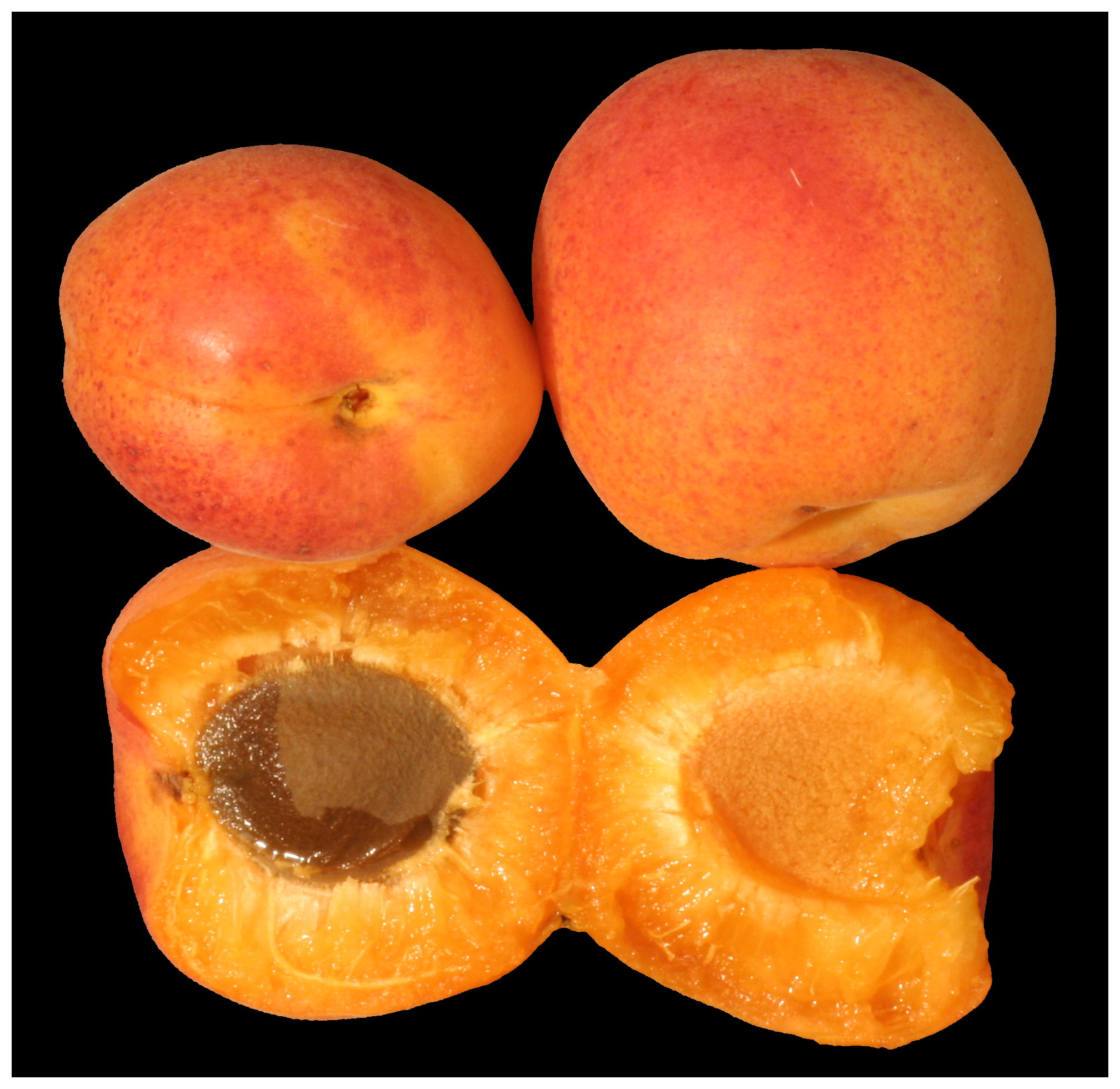
Абрикос
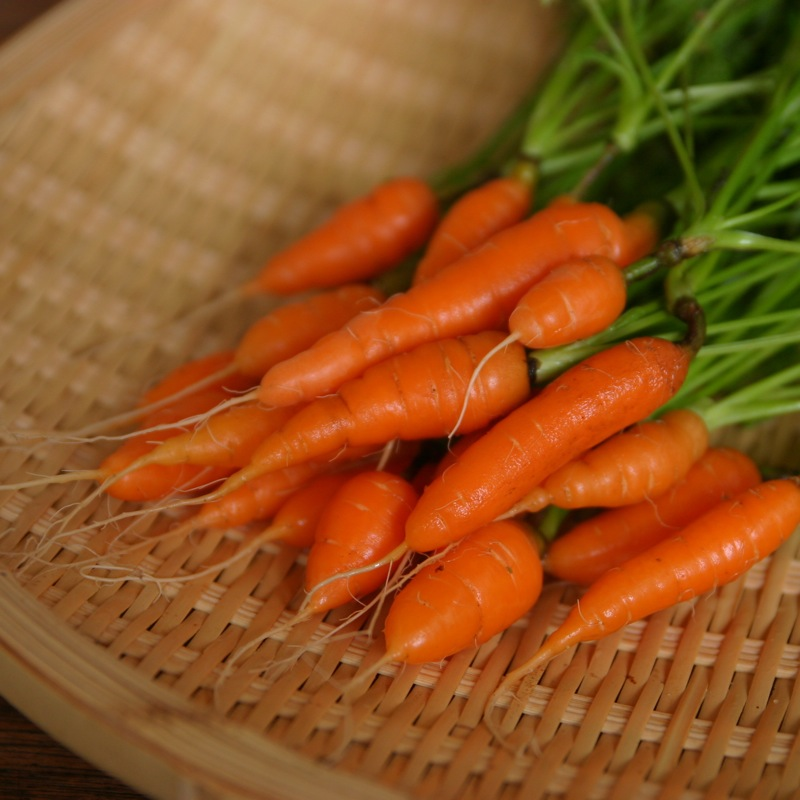
Морковь
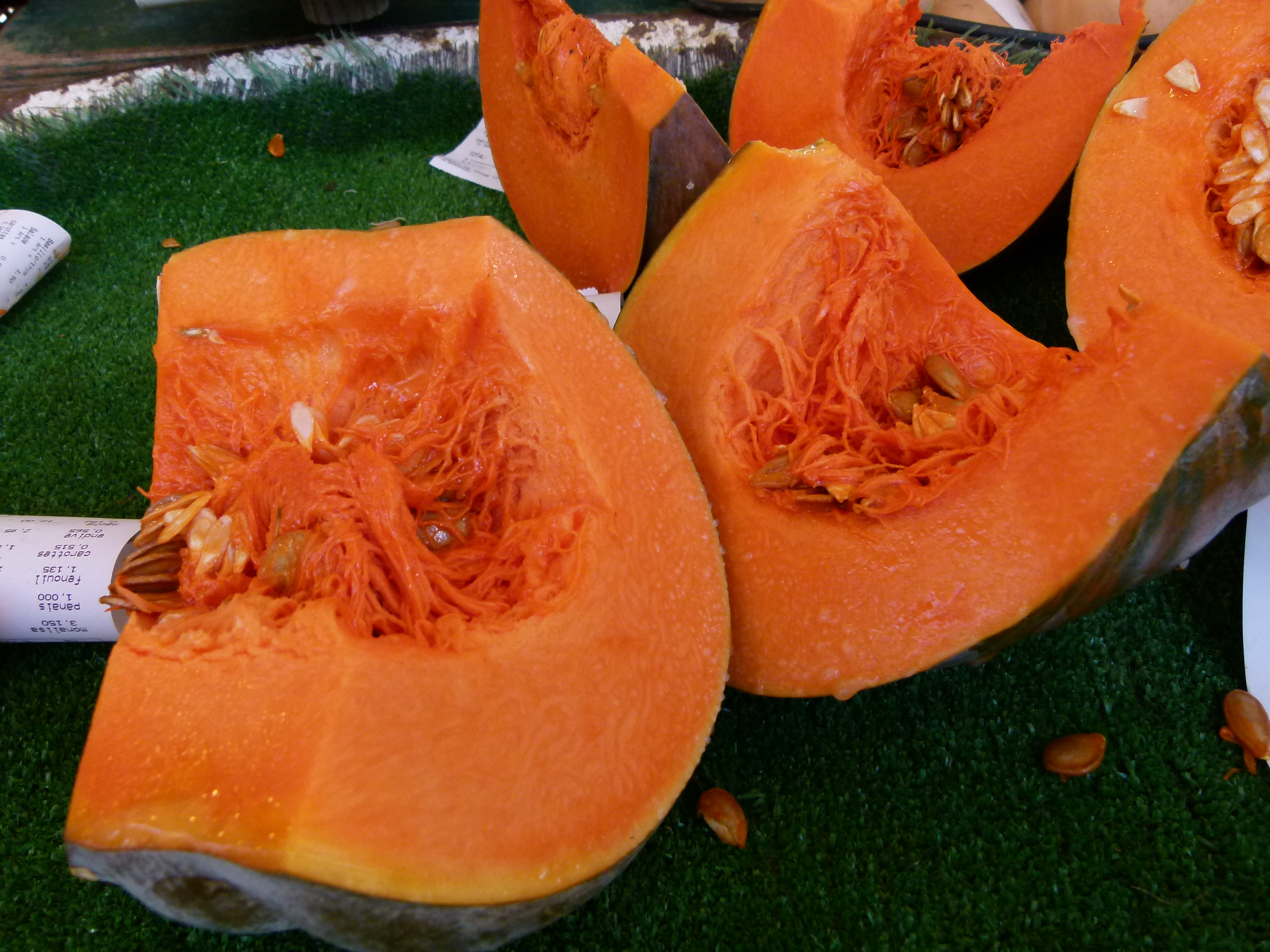
Тыква
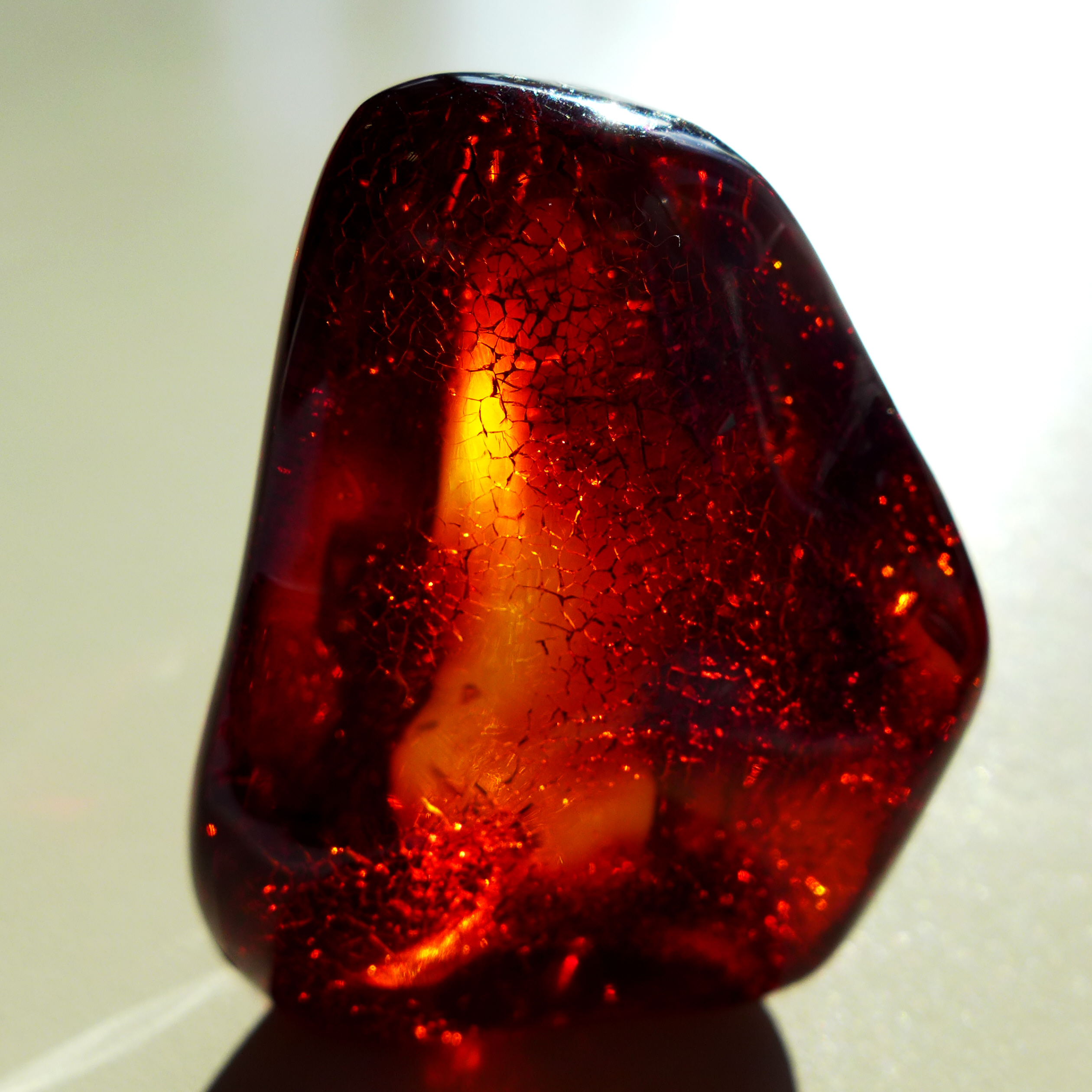
Янтарь
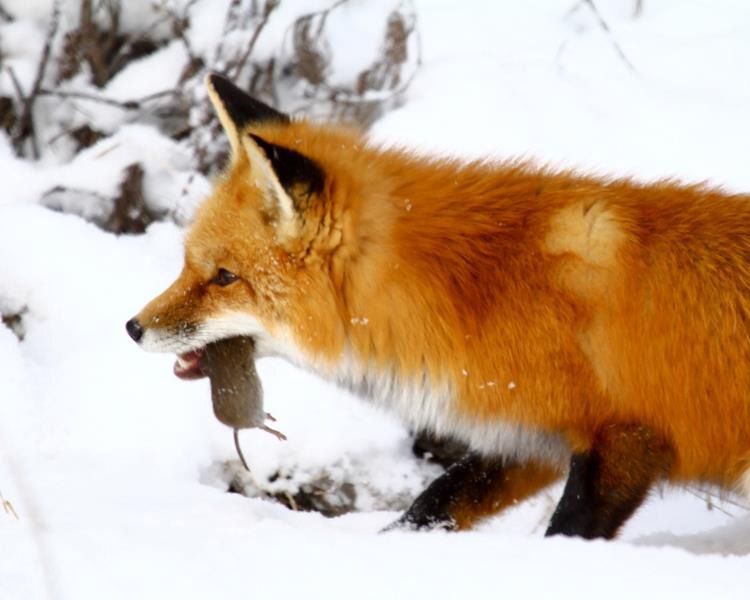
Лиса
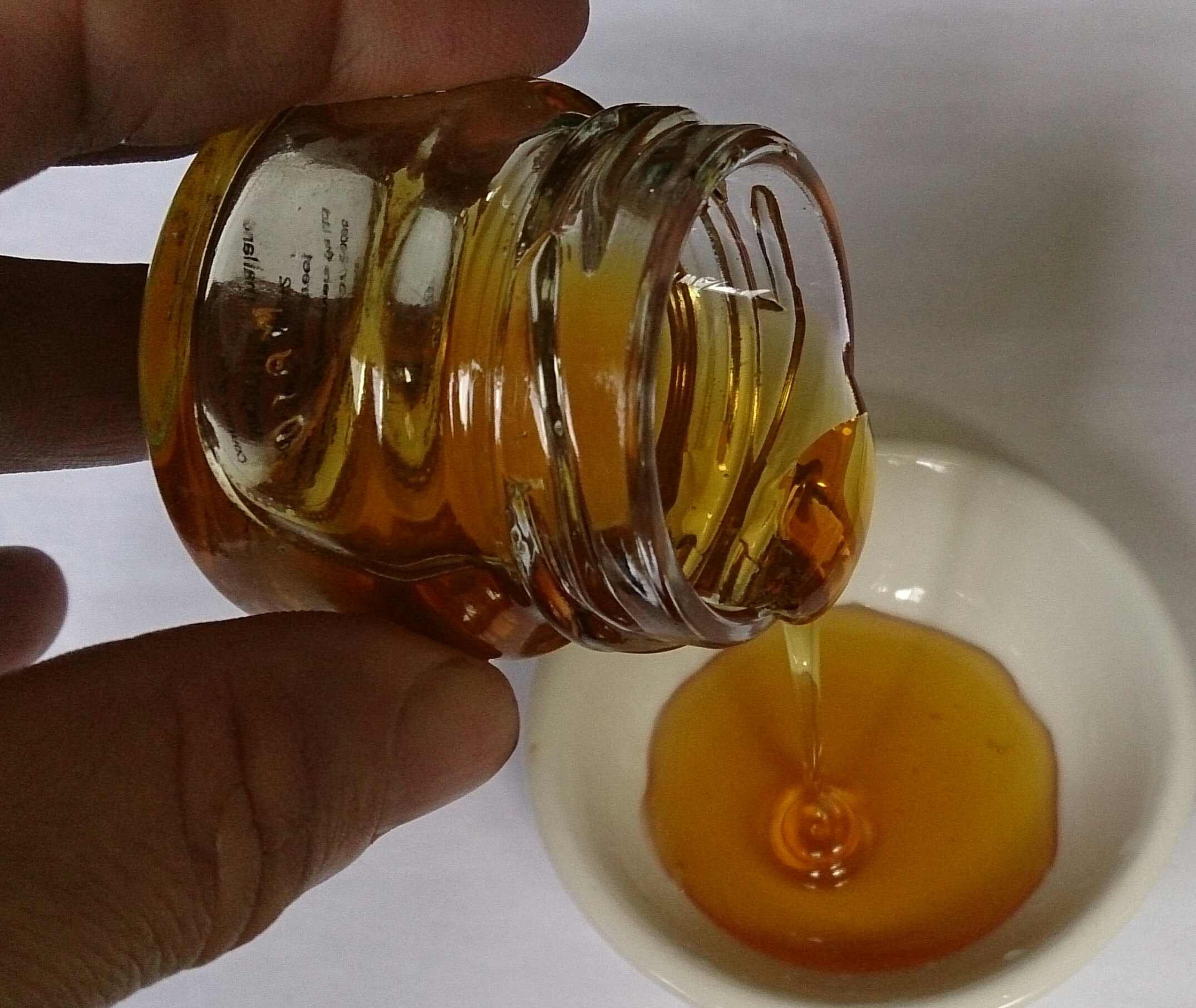
Мёд

## Природные источники и пигменты
Оранжевый цвет моркови, тыквы, сладкого картофеля, апельсинов и многих других фруктов и овощей происходит от каротина. Само слово каротин происходит от названия моркови — carrot. Осенние листья также получают свой оранжевый цвет от каротинов. Когда погода становится холодной и производство зелёного хлорофилла прекращается, остается оранжевый цвет.
- Охра
- Хна

## В символике
- В русской православной культуре оранжевый — благодать Божия. Этот цвет применим при изображении ангелов и означает в данном контексте небесный огонь. На некоторых иконах святая равноапостольная царица Елена написана в оранжевом одеянии с обретённым ею Крестом Господним.
- Оранжевый в государственной символике России представлен в биколоре оранжевого и чёрного цветов на Георгиевской ленте. Чёрный цвет ленты означает дым, а оранжевый — пламя. Она ведёт свою историю от ленты к солдатскому ордену Святого Георгия Победоносца, учреждённого 26 ноября 1769 императрицей Екатериной II.
- Оранжевый — цвет владельцев княжества Оранского близ Авиньона, впоследствии ставших штатгальтерами Нидерландов и королями Англии. Благодаря этому у голландских футболистов оранжевая форма.
- Оранжевый — национальный цвет Нидерландов.
- На флаге Ирландии оранжевый цвет — символ протестантизма, благодаря ордену оранжистов.
- В Армении оранжевый цвет часто восприниматся как национальный, в связи его присутствием на флаге Армении и на флаге Арцаха. Оранжевый цвет флага на армянском языке часто обозначается как «абрикосовый» для подчёркивания его национальной роли.
- Во флагах стран Азии оранжевый цвет означает буддизм[15].
- В восточных религиях оранжевый — цвет солнца.
- Оранжевый — цвет христианской демократической политической идеологии[16][17].
- Даниил Андреев в «Розе Мира» (1958) называет оранжевый цвет скрещением солнечного золота с алым цветом[18].
- Смену власти во время выборов 2004 года на Украине назвали Оранжевой революцией[19] в знак поддержку партии Виктора Ющенко «Наша Украина», которая использовала в своей символике оранжевый цвет.